# Milan Galić
Milan Galić (serbiska: Милан Галић), född 8 mars 1938 i Bosansko Grahovo, Jugoslavien (idag Bosnien och Hercegovina), död 13 september 2014 i Belgrad, Serbien, var en jugoslavisk fotbollsspelare (anfallare).

## Biografi
Galić spelade för Partizan Belgrad från 1958 till 1966, då han gick vidare utomlands till belgiska Standard Liège där han spelade 1966–1970. Därefter fortsatte Galić till franska Stade de Reims, där han spelade 1970–1973.
1959–1965 spelade Galić i Jugoslaviens fotbollslandslag. Tillsammans med landslaget blev han guldmedaljör i fotboll vid olympiska sommarspelen i Rom 1960, kom tvåa vid fotbolls-EM i Frankrike 1960 och fyra vid fotbolls-VM i Chile 1962. Totalt spelade Galić 51 landskamper och sköt 37 mål för det jugoslaviska fotbollslandslaget, vilket gör honom till Jugoslaviens näst bäste målskytt någonsin efter Stjepan Bobek.
Efter att ha avslutat sin spelarkarriär arbetade Galić för Jugoslaviens fotbollsförbund.